# Pokrzewka okularowa
Pokrzewka okularowa (Curruca conspicillata) – gatunek małego ptaka z rodziny pokrzewek (Sylviidae). Łatwo się płoszy i niepokoi, a gdy już się to stanie, unosi ogon.

## Systematyka
Wyróżniono dwa podgatunki S. conspicillata:
- Curruca conspicillata conspicillata – południowo-zachodnia i południowa Europa, północno-zachodnia Afryka, Cypr, południowa Turcja do Jordanii. Zimuje głównie w północno-zachodniej Afryce, północnym Egipcie i wschodniej części basenu Morza Śródziemnego.
- Curruca conspicillata orbitalis – Madera, Wyspy Kanaryjskie i Republika Zielonego Przylądka.

## Występowanie
W Europie lęgowa w części Hiszpanii, na południu Francji i Włoch, w północno-zachodniej Afryce obszary występowania są jakby wymieszane, są tam zarówno zimowiska jak i stanowiska całoroczne. Zamieszkuje niskie krzewy i zarośla, na suchych równinach i stokach, a także na wybrzeżach.

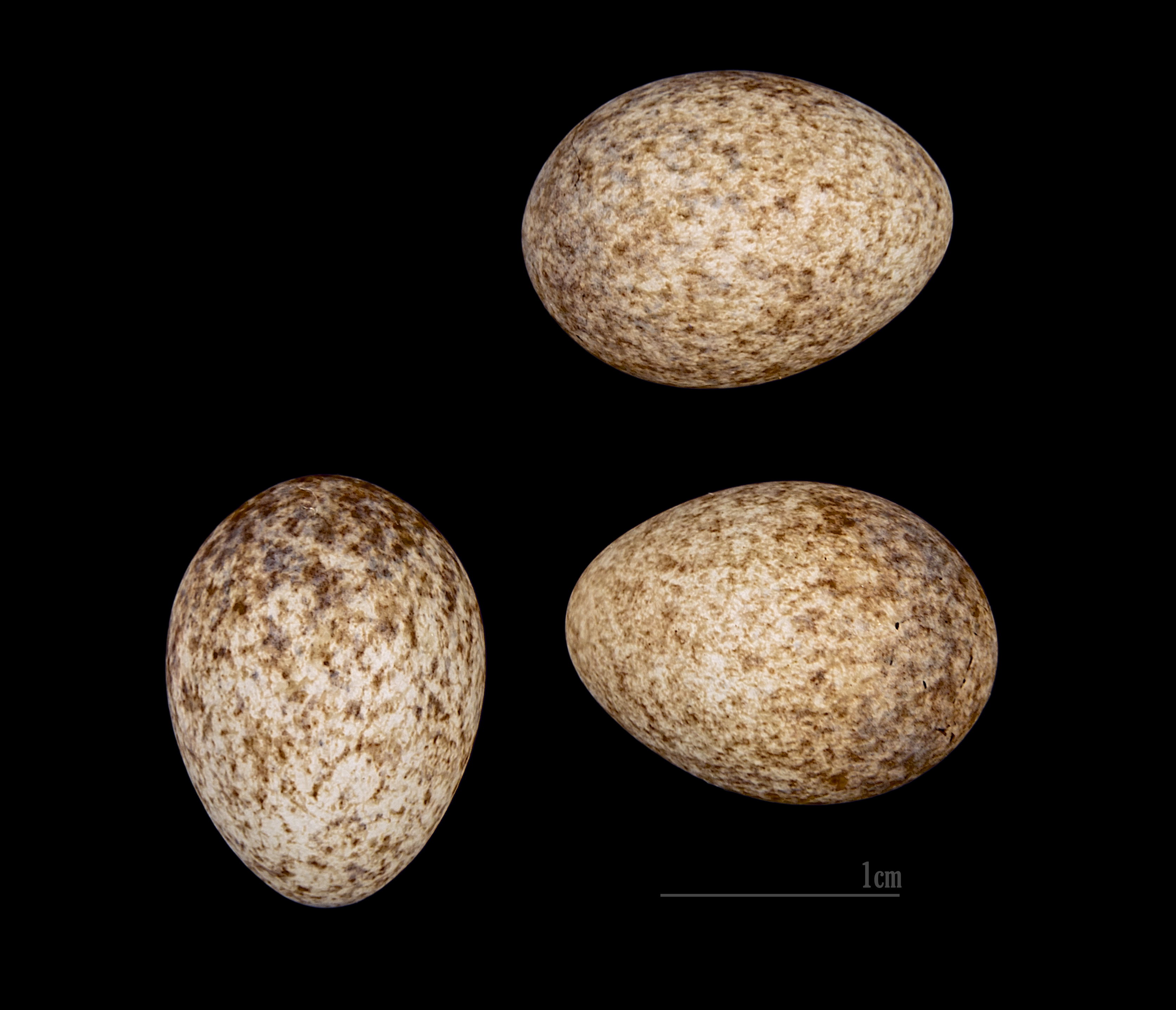
Jaja z kolekcji muzealnej

## Morfologia
CharakterystykaWystępuje wyraźny dymorfizm płciowy. Samiec ma pomarańczowobrązowy wierzch ciała i skrzydła, gdzie lotki mają czarne wypełnienie. Poza tym, na głowie i ogonie, szary, jednakże ogon ma białe brzegi. Białe gardło. Spód ciała jasnoróżowawoszary. Nóżki piaskowobrązowe. Samica z brązowawym odcieniem na wierzchu ciała, młode do nich podobne, ale nie tak kontrastowe.
Wymiarydługość ciała: 12 cm
rozpiętość skrzydeł: 13,5–17 cm
masa ciała: 7,8–13,1 g
GłosWysokie „ciit”, śpiewa szybkimi, świergotliwymi i zróżnicowanymi motywami.

## Status
IUCN uznaje pokrzewkę okularową za gatunek najmniejszej troski (LC, Least Concern) nieprzerwanie od 1988 roku. Liczebność światowej populacji, według wstępnych szacunków z 2015 roku, mieści się w przedziale 945 000 – 2 599 999 dorosłych osobników. Trend liczebności populacji nie jest znany.